# یولانتا پینتک-گورتسکا
یولانتا پیـِنتک-گورتسکا (لهستانی: Jolanta Piętek-Górecka؛ زادهٔ ۱۸ اکتبر ۱۹۶۳) بازیگر اهل لهستان است.
از فیلم‌ها یا مجموعه‌های تلویزیونی که وی در آن‌ها نقش داشته‌است، می‌توان به ده فرمان ۹ و ... من مخالفم اشاره نمود.